# Vestido Travolta
El vestido Travolta (Travolta dress), también conocido como vestido John Travolta, es un traje que perteneció a la princesa Diana de Gales. La prenda fue mostrada por primera vez en una cena de gala en la Casa Blanca en noviembre de 1985, siendo la pieza llamada así por el actor John Travolta, con quien la princesa bailó durante el evento.

## Historia
La princesa Diana visitó Estados Unidos a principios de noviembre de 1985 junto a su esposo el príncipe Carlos, hospedándose la pareja en la Casa Blanca, donde asistieron a una cena de gala organizada el 11 de noviembre. Para la ocasión, la princesa de Gales lució un vestido obra del diseñador Victor Edelstein, y fue fotografiada en la entrada principal mientras bailaba con el actor John Travolta la banda sonora de la película Fiebre del sábado noche, protagonizada por él en 1977. Diana había visto el traje en la tienda del diseñador en Kensington y le había pedido que le confeccionase el mismo modelo en azul marino. Las instantáneas y los registros audiovisuales de ambos bailando fueron ampliamente difundidos a nivel mundial, lo que provocó que el vestido terminase siendo conocido como «vestido Travolta».
Diana volvió a lucir el traje en un viaje oficial a Austria en 1986, en Alemania en el mes de diciembre de 1987, y en el estreno de la película Wall Street en abril de 1988. Del mismo modo, la princesa mostró nuevamente el vestido en 1991 cuando acudió a la Royal Opera House de Londres, así como en su última fotografía oficial, realizada en 1997 por el conde de Snowdon Antony Armstrong-Jones, tío del príncipe Carlos.

## Descripción
Diseñado por Victor Edelstein, el «vestido Travolta» consiste en un traje de noche de terciopelo en azul marino con los hombros al descubierto e inspirado en la época eduardiana. La periodista Jackie Modlinger lo describió como «dramático en estilo» y «regio en tela».

## Subastas
Poco antes de su muerte en agosto de 1997, Diana solicitó que el vestido fuese vendido en una subasta benéfica. La empresaria Maureen Dunkel lo adquirió por £100 000 en Nueva York en junio de 1997 junto con otros nueve vestidos oficialmente pertenecientes a la princesa, el «vestido Travolta» fue la pieza más cara vendida en la subasta. Dunkel se vio obligada a subastar el traje tras declararse en bancarrota en 2011. Si bien la prenda fue una de las seis piezas que no se lograron vender, finalmente se subastó por Kerry Taylor Auctions en Londres el 19 de marzo de 2013, alcanzando la cifra de £240 000 y convirtiéndose de nuevo en el vestido más caro de la subasta. Según Bryony Jones, el traje fue adquirido por «un caballero inglés como sorpresa para animar a su esposa».
El vestido volvió a ser objeto de una subasta en diciembre de 2019, la institución Historic Royal Palaces se convirtió en el nuevo propietario de la prenda por £264 000.